# Borová (district de Svitavy)
Pour les articles homonymes, voir Borová.
Borová (en allemand : Borowa) est une commune du district de Svitavy, dans la région de Pardubice, en République tchèque. Sa population s'élevait à 1 045 habitants en 2024.

## Géographie
Borová se trouve à 9 km à l'ouest-nord-ouest de Polička, à 23 km à l'ouest de Svitavy, à 43 km au sud-est de Pardubice et à 130 km à l'est-sud-est de Prague.
La commune est limitée par Proseč et Lubná au nord, par Oldřiš à l'est, par Telecí au sud, et par Pustá Rybná et Pustá Kamenice à l'ouest.

## Histoire
La première mention écrite du village date de 1349.

## Transports
Par la route, Borová se trouve à 9 km de Polička, à 26 km de Svitavy, à 54 km de Pardubice et à 166 km de Prague. 